# Xie Yu
Xie Yu (谢瑜;T, 謝瑜S, Xiè YúP; Guizhou, 12 giugno 2000) è un tiratore a segno cinese.
Nel 2023, ai Mondiali di Baku, si è laureato campione del mondo nella pistola da 50 metri, sia a livello individuale che a squadre, e nella pistola da 10 metri aria compressa a squadre.
Il 28 luglio 2024 si laurea campione olimpico nella pistola da 10 metri aria compressa precedendo di nove decimi Federico Nilo Maldini.

## Palmarès
- Giochi olimpici

Parigi 2024: oro nella pistola da 10 metri aria compressa
- Campionati mondiali di tiro

Baku 2023: oro nella pistola da 50 metri individuale e a squadre e nella pistola da 10 metri aria compressa a squadre.